# Rusina
Rusina (du latin rus, « campagne ») aurait été une divinité protectrice des campagnes citée avec des comparses comme Jugatinus (« crêtes »), Collatina  (« collines ») ou Vallonia  (« vallées ») par Augustin d'Hippone dans une liste de divinités destinée tourner en dérision la religion traditionnelle romaine.
Elle est par ailleurs inconnue des auteurs classiques.